# Mykhaylo Sokolovsky
Mykhaylo Hryhorovytch Sokolovsky (ukrainien : Михайло Григорович Соколовский, en russe : Михаил Григорьевич Соколовский), né le 15 novembre 1951, est un entraîneur et ancien footballeur soviétique et ukrainien.
Il est une des légendes du Chakhtar Donetsk, y ayant passé 13 années au cours desquelles il en devient l'un des joueurs les plus titrés de l'ère soviétique. Il est l'ancien détenteur du record du nombre de rencontres disputées pour le club avant d'être dépassé par Darijo Srna en avril 2016.

## Biographie

### Carrière en club
Né et formé dans la ville de la Slaviansk, où il évolue durant sa jeunesse pour le club local du Khimik, Mykhaylo Sokolovsky rejoint en 1970 l'Avangard Kramatorsk avec qui il dispute cette année-là la quatrième division soviétique à l'âge de 18 ans. Il s'en va par la suite au SKA Kiev/SK Tchernigov où il évolue deux saisons au troisième échelon puis au Metallourg Zaporojié avec qui il passe l'année 1973 en deuxième division.
Recruté en 1974 par le Chakhtior Donetsk, pensionnaire de la première division, Sokolovsky s'impose rapidement comme titulaire et passe par la suite quatorze saisons sous les couleurs du club. Durant son passage, il prend notamment part à cinq finales de coupes d'Union soviétique entre 1978 et 1986, l'emportant à deux reprises en 1980 et 1983. Il termine également vice-champion national lors des saisons 1975 et 1979. Il dépasse par ailleurs la barre des dix buts en championnat à trois reprises en 1975 (11 buts), 1982 (12 buts) et 1983 (15 buts). Sur le plan continental, il dispute 18 rencontres dans le cadre des compétitions européennes entre la Coupe UEFA et la Coupe des coupes pour cinq buts marqués.
À son départ de Donetsk à l'issue de la saison 1987, Sokolovsky cumule ainsi 488 matchs joués pour 105 buts inscrits, ce qui lui a permis de devenir le joueur le plus capé de l'histoire du club pendant près de 30 ans, jusqu'à son dépassement par le Croate Darijo Srna au mois d'avril 2016.
Après une dernière pige en troisième division sous les couleurs du Kristall Kherson lors de la saison 1988, il met un terme définitif à sa carrière à l'âge de 37 ans.

### Carrière d'entraîneur
Se reconvertissant comme entraîneur après avoir raccroché les crampons, Sokolovsky dirige notamment l'équipe amateur de l'Antratsit Kirovskoïé entre 1989 et 1990 avant de prendre la tête du club polonais du Stal Stalowa Wola pour la saison 1990-1991 à l'issue de laquelle il accède en première division. Il ne reste cependant pas en fonction et occupe la saison suivante un poste d'adjoint au Lech Poznań.
Il dirige entre 1992 et 1995 l'équipe amateur du Silour Khartsyzsk avant de faire son retour au Chakhtar Donetsk où il devient adjoint de Valeriy Rudakov lors de la saison 1995-1996. Il entraîne par la suite le Metalurh Donetsk entre mai et août 1999. Son dernier poste en date est un passage au Metalurh Zaporijia en tant qu'adjoint de Serhiy Yashchenko dans le cadre de l'exercice 2006-2007.

## Palmarès
Chakhtar Donetsk
- Championnat d'URSS
  - Vice-champion : 1975 et 1979
- Coupe d'URSS
  - Vainqueur : 1980 et 1983
  - Finaliste : 1978, 1985 et 1986
- Supercoupe d'URSS
  - Vainqueur : 1983
  - Finaliste : 1980 et 1985

## Statistiques

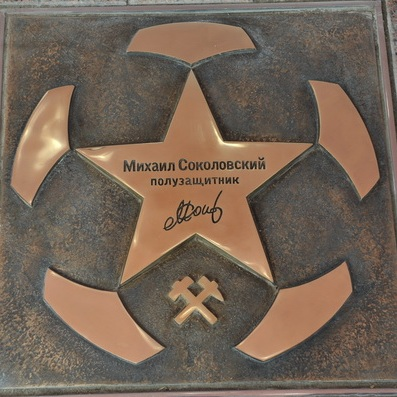
Plaque commémorative.

| Saison                | Club                  | Championnat           | Championnat | Championnat | Coupe(s) nationale(s) | Coupe(s) nationale(s) | Supercoupe | Supercoupe | Compétition(s) continentale(s) | Compétition(s) continentale(s) | Compétition(s) continentale(s) | Total | Total |
| Saison                | Club                  | Division              | M.          | B.          | M.                    | B.                    | M.         | B.         | Comp.                          | M.                             | B.                             | M.    | B.    |
| 1970                  | Avangard Kramatorsk   | D4                    | 40          | 1           | -                     | -                     | -          | -          | -                              | -                              | -                              | 40    | 1     |
| 1971                  | SKA Kiev              | D3                    | 9           | 1           | -                     | -                     | -          | -          | -                              | -                              | -                              | 9     | 1     |
| 1972                  | SK Tchernigov         | D3                    | 35          | 11          | -                     | -                     | -          | -          | -                              | -                              | -                              | 35    | 11    |
| 1973                  | Metallourg Zaporojié  | D2                    | 38          | 5           | 4                     | 0                     | -          | -          | -                              | -                              | -                              | 42    | 5     |
| Sous-total            | Sous-total            | Sous-total            | 122         | 18          | 4                     | 0                     | -          | -          | -                              | -                              | -                              | 126   | 18    |
| 1974                  | Chakhtior Donetsk     | D1                    | 27          | 5           | 7                     | 0                     | -          | -          | -                              | -                              | -                              | 34    | 5     |
| 1975                  | Chakhtior Donetsk     | D1                    | 29          | 11          | 1                     | 0                     | -          | -          | -                              | -                              | -                              | 30    | 11    |
| 1976                  | Chakhtior Donetsk     | D1                    | 29          | 2           | 4                     | 0                     | -          | -          | C3                             | 6                              | 1                              | 39    | 3     |
| 1977                  | Chakhtior Donetsk     | D1                    | 29          | 5           | 2                     | 0                     | -          | -          | -                              | -                              | -                              | 31    | 5     |
| 1978                  | Chakhtior Donetsk     | D1                    | 29          | 5           | 9                     | 2                     | -          | -          | C2                             | 2                              | 0                              | 40    | 7     |
| 1979                  | Chakhtior Donetsk     | D1                    | 32          | 4           | 5                     | 0                     | -          | -          | C3                             | 2                              | 2                              | 39    | 6     |
| 1980                  | Chakhtior Donetsk     | D1                    | 33          | 6           | 8                     | 2                     | -          | -          | C3                             | 2                              | 0                              | 43    | 8     |
| 1981                  | Chakhtior Donetsk     | D1                    | 32          | 6           | 4                     | 1                     | 1          | 0          | -                              | -                              | -                              | 37    | 7     |
| 1982                  | Chakhtior Donetsk     | D1                    | 26          | 12          | 5                     | 0                     | -          | -          | -                              | -                              | -                              | 31    | 12    |
| 1983                  | Chakhtior Donetsk     | D1                    | 34          | 15          | 5                     | 2                     | -          | -          | C2                             | 4                              | 1                              | 43    | 18    |
| 1984                  | Chakhtior Donetsk     | D1                    | 34          | 7           | 4                     | 0                     | 2          | 1          | C2                             | 2                              | 1                              | 42    | 9     |
| 1985                  | Chakhtior Donetsk     | D1                    | 30          | 6           | 5                     | 3                     | -          | -          | -                              | -                              | -                              | 35    | 9     |
| 1986                  | Chakhtior Donetsk     | D1                    | 27          | 3           | 5                     | 1                     | 1          | 1          | -                              | -                              | -                              | 33    | 5     |
| 1987                  | Chakhtior Donetsk     | D1                    | 9           | 0           | 2                     | 0                     | -          | -          | -                              | -                              | -                              | 11    | 0     |
| Sous-total            | Sous-total            | Sous-total            | 400         | 87          | 66                    | 11                    | 4          | 2          | -                              | 18                             | 5                              | 488   | 105   |
| 1988                  | Kristall Kherson      | D3                    | 45          | 3           | -                     | -                     | -          | -          | -                              | -                              | -                              | 45    | 3     |
| Total sur la carrière | Total sur la carrière | Total sur la carrière | 567         | 108         | 70                    | 11                    | 4          | 2          | -                              | 18                             | 5                              | 659   | 126   |